# Università della Città di New York
L'Università della Città di New York (in inglese City University of New York o CUNY, IPA /ˈkjuːni/) è un sistema universitario pubblico statunitense di New York.
Si tratta del maggior circuito cittadino universitario del Paese, composto da una rete di 25 campus, 11 facoltà, sette istituti di istruzione post-secondaria, uno di ricerca e sette post laurea. Benché la prima delle scuole che la costituiscano risalga al 1847, l'università intesa come organizzazione unificata fu istituita nel 1961. CUNY è il terzo consorzio universitario degli Stati Uniti per numero di studenti dopo l'Università statale di New York e dell'Università statale della California. CUNY e SUNY sono sistemi universitari separati e indipendenti benché entrambi finanziati dallo stato di New York; CUNY è altresì finanziata dalla città di New York.

## Storia
La storia della CUNY risale alla formazione della Free Academy nel 1847 a opera di Townsend Harris. L'istituzione fu formata come un'Accademia libera, con l'obiettivo di estendere gratuitamente i benefici dell'istruzione alle persone che erano state allievi nelle scuole comunali della città e della contea di New York. Più tardi, la Free Academy divenne il City College di New York, l'istituzione più antica tra quelle che compongono la CUNY. A partire da allora, si ampliò a sette facoltà, quattro scuole miste, sei università comunitarie, così come scuole per laureati e programmi professionali. La CUNY fu istituita nel 1961 come il marchio istituzionale che abbracciasse le università municipali e una nuova scuola di post lauream.
La CUNY ha servito storicamente un corpo diverso di studenti, specialmente quelli esclusi o non in grado di pagare università private. La CUNY offrì un'istruzione esente da costi d'iscrizione per i poveri, la classe operaia e gli immigranti della città di New York fino al 1975, quando la crisi fiscale della città obbligò l'imposizione di una tassa d'immatricolazione. Molti accademici e intellettuali ebrei studiarono e insegnarono nella CUNY nell'epoca successiva alla seconda guerra mondiale, quando le università dell'Ivy League, quali l'Università Yale, discriminavano gli ebrei. La CUNY ha avuto la reputazione di essere "la Harvard del proletariato".
Lungo la sua storia, la CUNY e le sue facoltà, specialmente il City College of New York (CCNY), sono stati coinvolti in vari movimenti politici. Fu conosciuto come una fonte di appoggio socialista nel XX secolo. La CUNY ha appoggiato varie conferenze, come la Conferenza degli accademici socialisti. Al 2007 il suo corpo studentesco era formato da nuovi immigranti della città di New York, provenienti da de 171 paesi. Nell'aprile 2017 è stata lanciata News Integrity Initiative, un progetto contro le fake news con una dotazione iniziale di 14 milioni di dollari e la partecipazione di Facebook, Wikimedia Foundation e Mozilla.

## Unità accademiche della CUNY
| Nome                                                    | Distretto     | Fondazione | Tipo        | Nº di studenti | Uomini % | Donne % | Sito web | Note                                                                                                |
| ------------------------------------------------------- | ------------- | ---------- | ----------- | -------------- | -------- | ------- | -------- | --------------------------------------------------------------------------------------------------- |
| Baruch College                                          | Manhattan     | 1968       | Senior      | 16.097         | 48%      | 52%     | [ 12 ]   | |
| Bronx Community College                                 | Bronx         | 1957       | Junior      | 9.003          | 38%      | 62%     | [ 12 ]   | |
| Brooklyn College                                        | Brooklyn      | 1930       | Senior      | 16.087         | 37%      | 63%     | [ 12 ]   | |
| College of Staten Island                                | Staten Island | 1976       | Senior      | 12.517         | 39%      | 61%     | [ 13 ]   | Risultato della fusione del Richmond College (1965) e dello Staten Island Community College (1955). |
| College of Technology                                   | Brooklyn      | 1946       | Senior      | 13.502         | 51%      | 49%     | [ 14 ]   | |
| Centro per laureati della CUNY                          | Manhattan     | 1961       | Post laurea | 4.543          | 43%      | 57%     | [ 15 ]   | |
| Scuola CUNY post laurea di Giornalismo                  | Manhattan     | 2006       | Post laurea | 99             | 38%      | 62%     | [ 16 ]   | |
| Hostos Community College                                | Bronx         | 1968       | Junior      | 5.112          | 29%      | 71%     | [ 17 ]   | |
| Hunter College                                          | Manhattan     | 1870       | Senior      | 20.845         | 30%      | 70%     | [ 18 ]   | |
| John Jay College of Criminal Justice                    | Manhattan     | 1964       | Senior      | 14.841         | 40%      | 60%     | [ 19 ]   | Originalmente, conosciuto come College of Police Science.                                           |
| Kingsborough Community College                          | Brooklyn      | 1963       | Junior      | 14.962         | 42%      | 58%     | [ 20 ]   | |
| La Guardia Community College                            | Queens        | 1971       | Junior      | 15.169         | 38%      | 62%     | [ 21 ]   | |
| Lehman College                                          | Bronx         | 1968       | Senior      | 10.922         | 28%      | 72%     | [ 22 ]   | Previamente, ramo dell'Hunter College nel Bronx.                                                    |
| William E. Macaulay Honors College                      | Manhattan     | 2001       | Senior      | 1.300          | [ 23 ]   | [ 23 ]  | [ 24 ]   | |
| Manhattan Community College                             | Manhattan     | 1963       | Junior      | 19.259         | 40%      | 60%     | [ 25 ]   | |
| Medgar Evers College                                    | Brooklyn      | 1969       | Senior      | 5.550          | 25%      | 75%     | [ 26 ]   | |
| Queens College                                          | Queens        | 1937       | Senior      | 18.728         | 37%      | 63%     | [ 27 ]   | |
| Queensborough Community College                         | Queens        | 1958       | Junior      | 13.359         | 43%      | 57%     | [ 28 ]   | Trasferito alla CUNY dal sistema SUNY nel 1965.                                                     |
| Scuola Sophie Davis di Educazione Biomedica             | Manhattan     | 1973       | Post laurea | 425            | [ 23 ]   | [ 23 ]  | [ 29 ]   | |
| Scuola di Legge dell'Università della Città di New York | Queens        | 1983       | Post laurea | 420            | 35%      | 65%     | [ 30 ]   | |
| Scuola CUNY di Studi professionali                      | Manhattan     | 2003       | Post laurea | 826            | 29%      | 71%     | [ 31 ]   | |
| Scuola CUNY di Sanità Pubblica                          | Manhattan     | 2008       | Post laurea | [ 32 ]         | [ 32 ]   | [ 32 ]  | [ 33 ]   | |
| The City College                                        | Manhattan     | 1847       | Senior      | 14.392         | 48%      | 52%     | [ 34 ]   | |
| York College                                            | Queens        | 1966       | Senior      | 6.727          | 33%      | 67%     | [ 35 ]   | |

Unità accademiche della CUNY
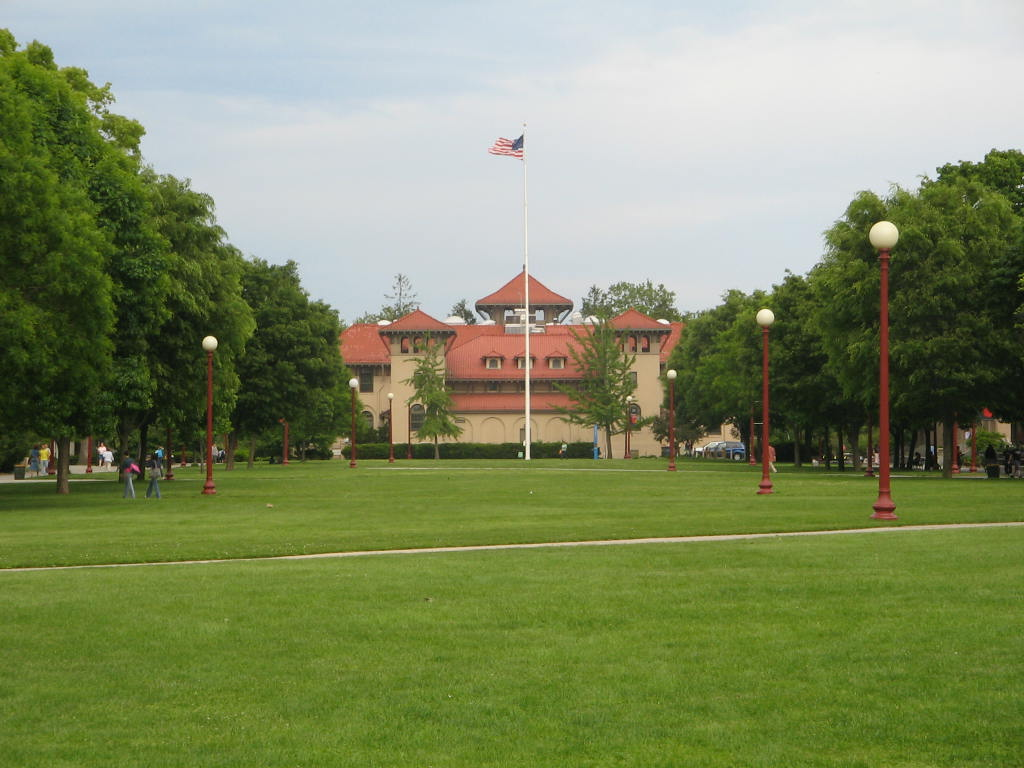
Queens College.
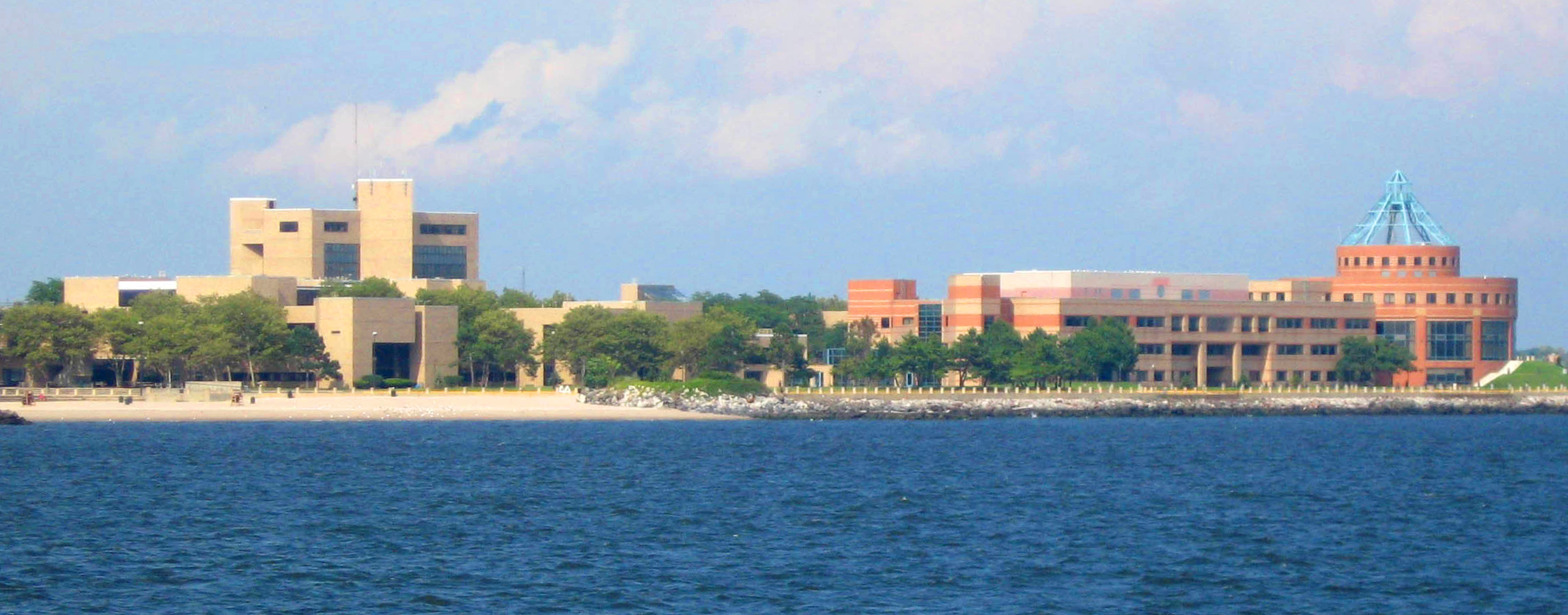
Kingsborough Community College.
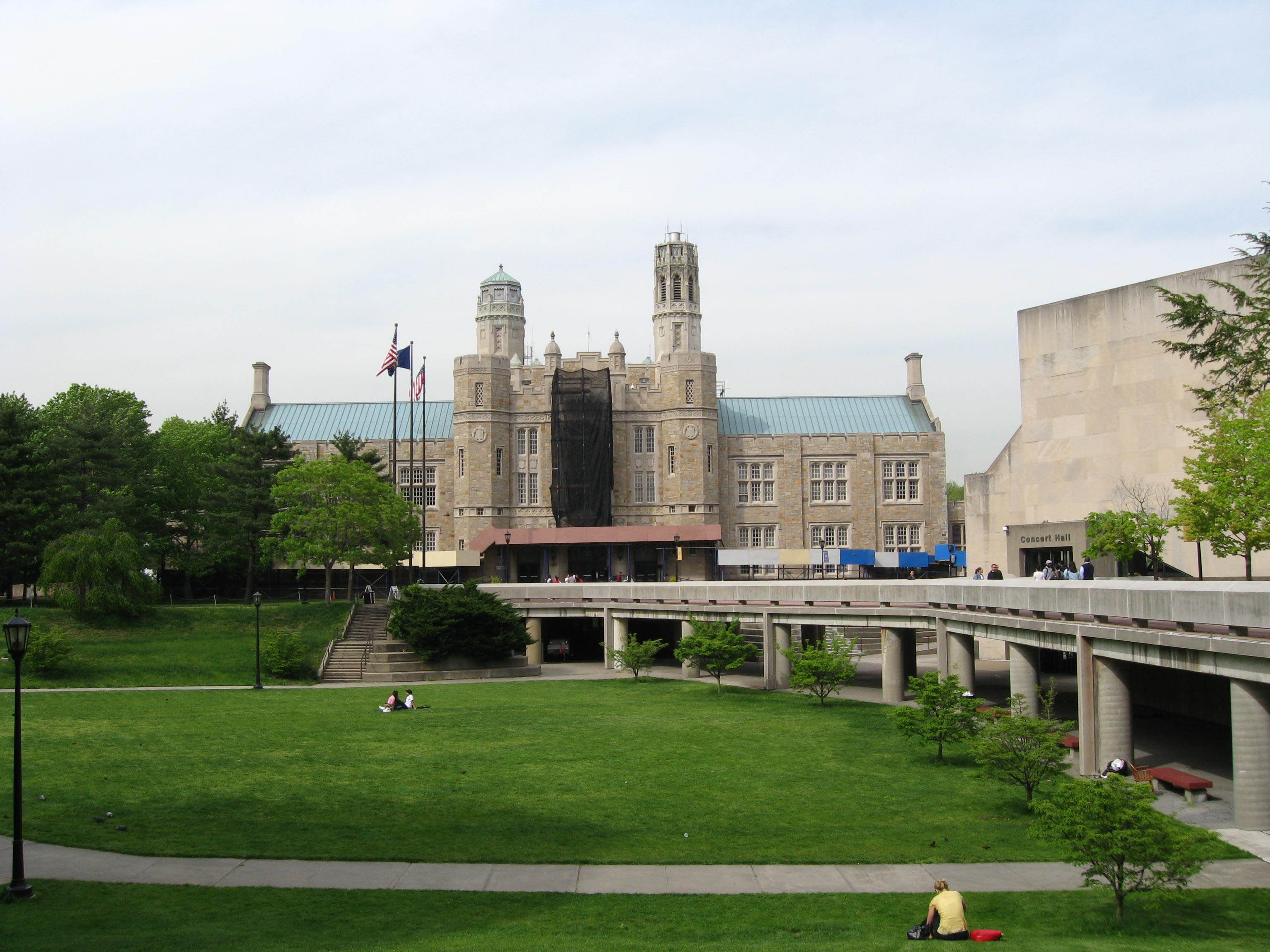
Scuola di musica Lehman.
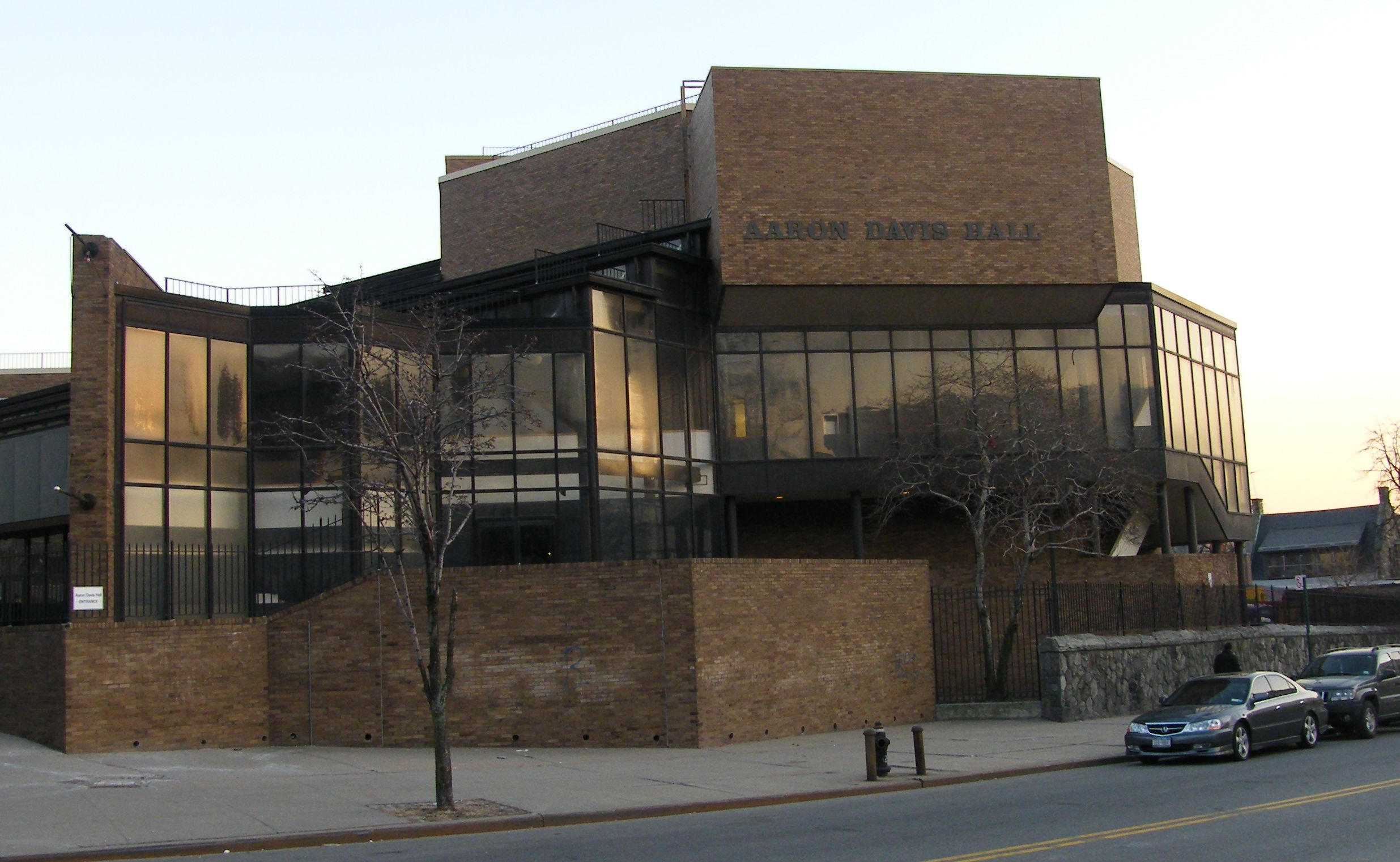
Salone Aaron Davis nel City College
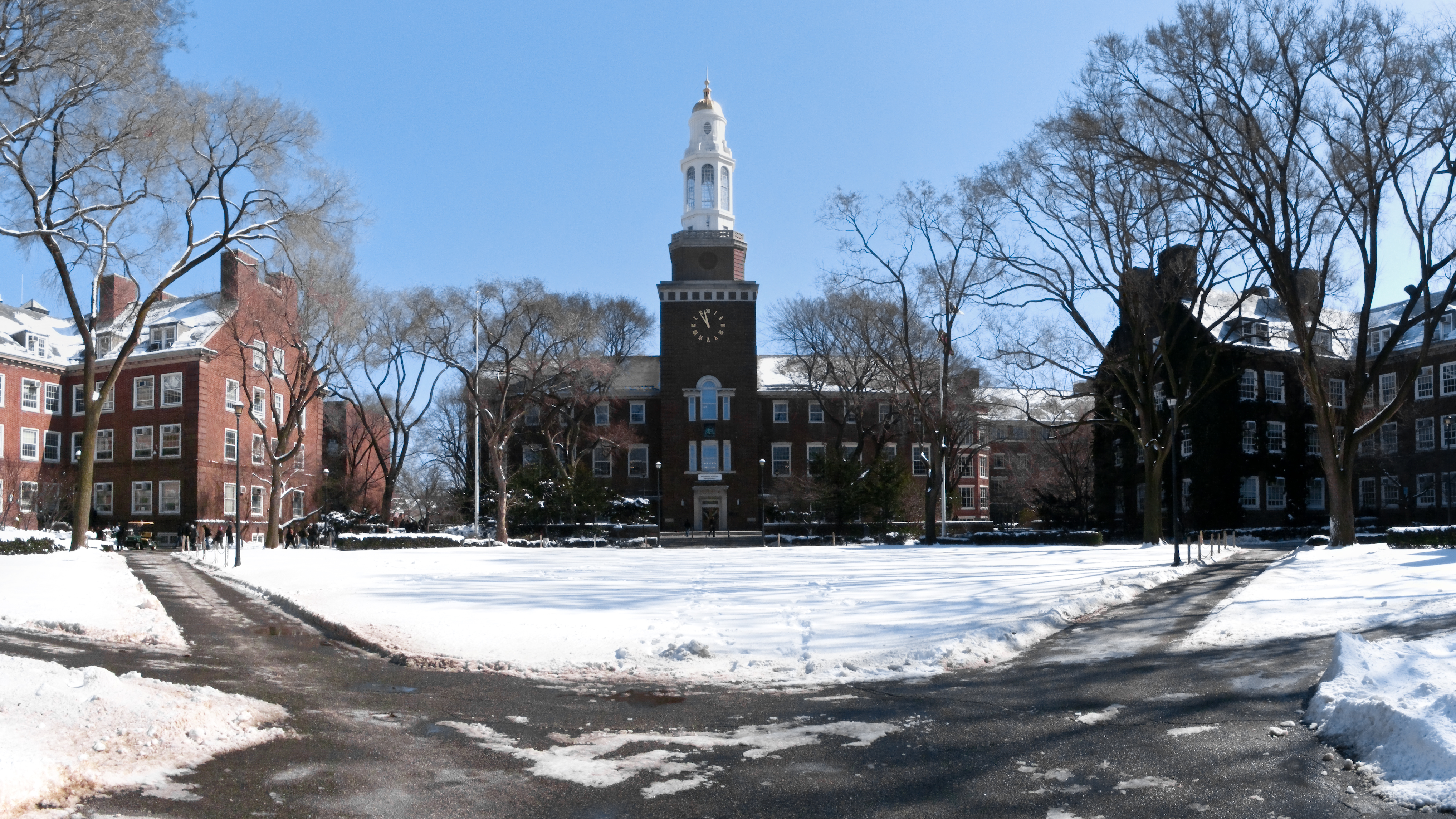
Brooklyn College.
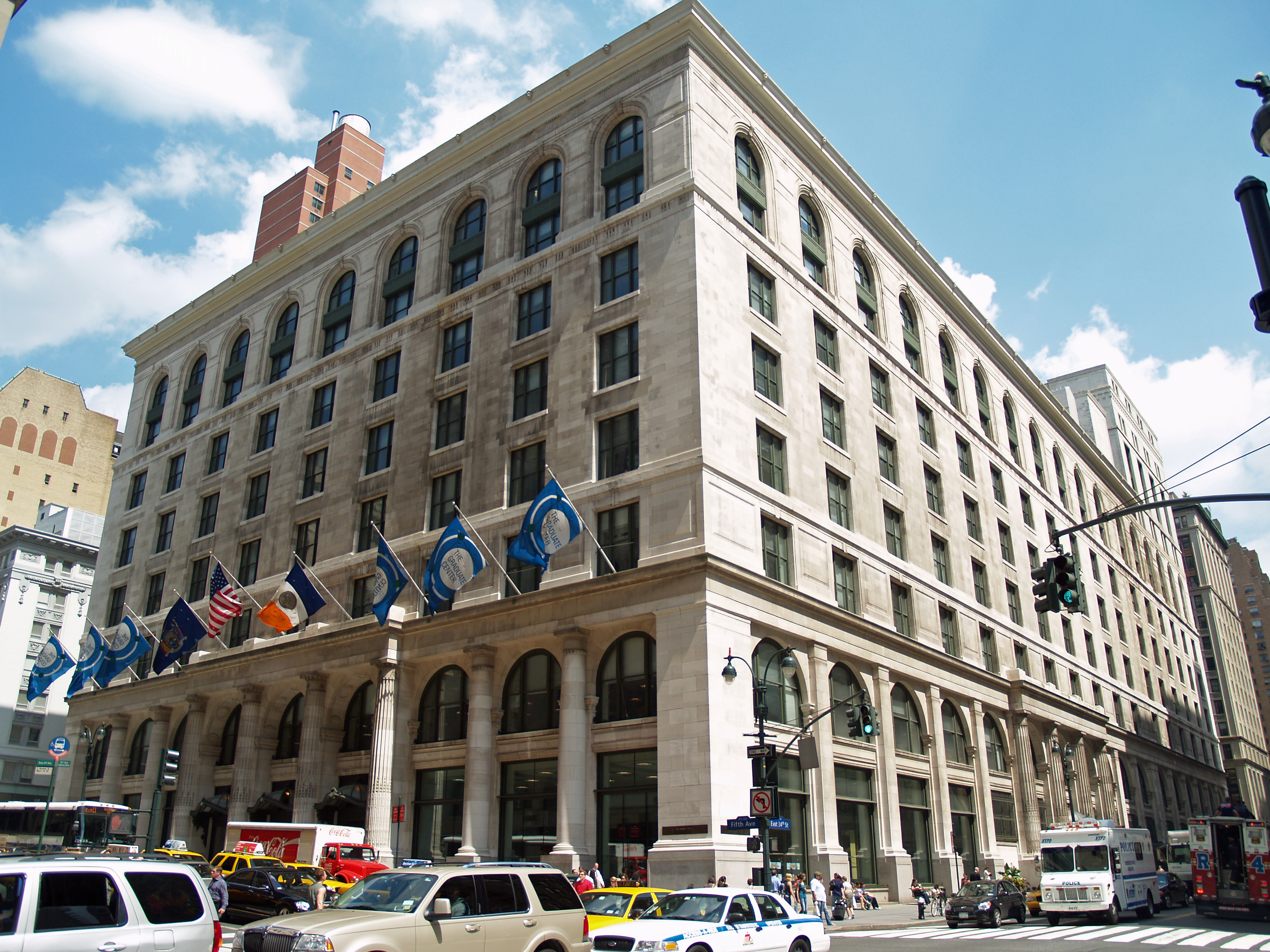
Centro per laureati della CUNY.